# Yvonne Jungblut
Yvonne Jungblut (* 20. August 1979) ist eine deutsche ehemalige Schauspielerin.

## Leben
Jungblut wurde bekannt durch ihre Rolle der Peggy Brendel in der Kinderserie Neues vom Süderhof. Von 1991 bis 1993 war sie in insgesamt 13 Episoden der NDR-Fernsehproduktion zu sehen. 1996 verkörperte sie ihre Rolle in der Episode  Zu Besuch auf dem Süderhof ein letztes Mal. Anschließend nahm sie vom Schauspiel Abstand und zog sich weitestgehend aus der Öffentlichkeit zurück.
Heute arbeitet sie in Hamburg als Personalerin und ist als überregional bekannte Crossläuferin aktiv.

## Filmografie
- 1991–1993, 1996: Neues vom Süderhof (Fernsehserie, 14 Episoden)
- 1992: Mutter und Söhne (Fernsehfilm)